# Robert Kühner

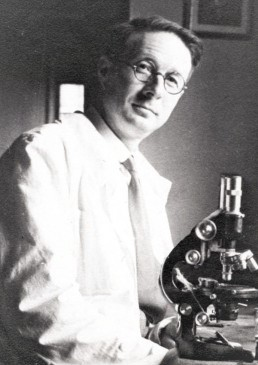
Robert Kühner (1933)

Robert Kühner (* 15. März 1903 in Paris; † 27. Februar 1996 in Lyon) war ein französischer Mykologe. Bekanntheit erlangte er im Bereich der Agaricales. Sein botanisches Autorenkürzel lautet „Kühner“.
Kühner studierte zunächst an der Sorbonne und war ab 1931 an der Universität Lille als wissenschaftlicher Mitarbeiter tätig. Ab 1938 wirkte er als Professor an der naturwissenschaftlichen Fakultät der Universität Lyon I. Seit 1965 war er Mitglied der Académie des sciences.

## Werke (Auswahl)
- Contribution à l’étude des hyménomycètes et spécialement des agaricacés. 1926.
- Le genre Galera (Fries) Quélet. 1935.
- Le genre Mycena (Fries) Étude cytologique et systématique des espèces d’Europe et d’Amérique du Nord. 1938.
- Flore analytique des champignons supérieurs (agarics, bolets, chanterelles). 1953.
- Compléments à la “Flore analytique”. 1954.[3]
- Agaricales de la zone alpine: Amanitacées. 1972.[4]